# Skye
Skye (An t-Eilean Sgitheanach, pronuncieu [əɲ tʰʲelan s̪kʲiə.anəx], en gaèlic) és l'illa més gran i la més septentrional de les Hèbrides Interiors, al nord-oest d'Escòcia. Es troba al Mar de les Hèbrides. Skye és coneguda pels seus paisatges oceànics, la cultura i el seu patrimoni. També aplega una abundant vida silvestre, que inclou l'àguila reial, l'àguila marina, el cérvol comú i la llúdria.
La població de Skye, en el cens de 2001, era de 9.232 persones. En contrast amb altres illes escoceses, representa un creixement del 4% en respecte al cens de 1991. La seva població resident augmenta durant l'estiu, gràcies a la gran quantitat de turistes i visitants que arriben a l'illa. Al voltant del 30% dels habitants de l'illa parlen gaèlic.
Las sectors més importants són el turisme, l'agricultura, la destil·lació de whisky i l'artesania. El principal nucli de població i capital de l'illa és Portree, amb prop de 2.500 habitants.

## Geografia
Amb els seus 1.736 km², Skye és la segona illa més gran d'Escòcia després de l'illa de Lewis i Harris. Posseeix un relleu molt escarpat amb la serralada de les Cuillin, que treu el seu nom dels herois irlandesos Cú chulainn. Un vulcanisme antic marca el relleu, sobretot a la meitat nord de Skye (An Stòrr).
La costa sud-oest de l'illa és constituïda d'una sèrie de penínsules: Sleat al sud, Strathaird, Minginish, Duirinish i Waternish a l'oest i Trotternish al nord.
Skye es troba envoltada d'altres petites illes de les quals Rona, Raasay, Scalpay i Soay en són les més importants.
La serralada de les Cuillin, que s'enfila fins als 962 metres d'altura, es divideix en dos grups de muntanyes. Les Cuillin Negres, anomenades així pel seu sòl basàltic i de gabre, ocupen la part central de l'illa; aquestes muntanyes només són accessibles pels alpinistes. Hi existeixen dotze Munros entre els seus cims. Menys altes, les Cuillin Roges del sud de l'illa estan formades de roques granítiques; els seus cims són més arrodonits i estan coberts d'herba en la majoria de vessants.
La serra de Storr és un massís D'origen volcànic que ocupa la península de Trotternish, al nord de l'illa. La línia de crestes s'estén des del Quiraing, al nord, fins a l'Old Man of Storr prop de Portree, en una llargada del voltant de trenta quilòmetres.
Els Quirang són una sèrie de pics disposats sobre el vessant est del massís; alguns quilòmetres cap al sud, al costat del mar, es troben els penya-segats de Kilt Rock, on les orgues de basalt de 105 m d'altura evoquen els plecs d'un kilt.

## Clima
La doble influència de l'oceà Atlàntic i del Corrent del Golf genera un clima oceànic dolç; la neu arriba rarament fins al nivell del mar, i el glaç hi és menys freqüent que a la resta de l'Escòcia. Les pluges arriben generalment a una mitjana de 1500 a 2000 mm, igual que a tot l'oest d'Escòcia.
El vent, freqüent, és un factor que impedeix el desenvolupament de la vegetació; les penínsules de Trotternish i Waternish n'estan especialment exposades, mentre que Sleat, al sud, n'està relativament protegida.

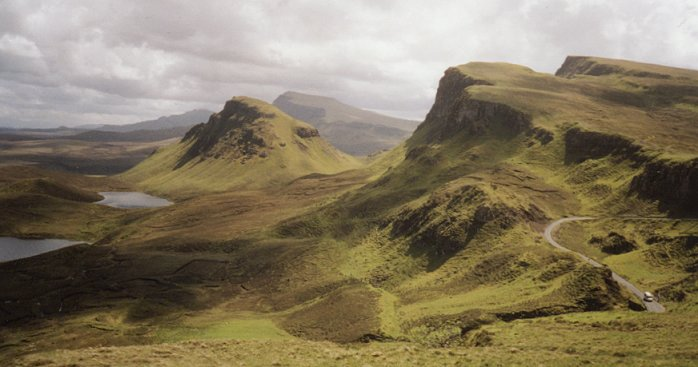
Vista sud del Quiraing, a Skye.

| Mes | Gen  | Feb  | Mar  | Abr  | Mai  | Jun  | Jul  | Ago  | Set  | Oct  | Nov  | Des  | Any   |
| --- | ---- | ---- | ---- | ---- | ---- | ---- | ---- | ---- | ---- | ---- | ---- | ---- | ----- |
| Temp. max. mitj. / °C | 6,5  | 6,6  | 8,1  | 9,6  | 12,4 | 14,3 | 15,4 | 15,7 | 14,2 | 11,5 | 9,1  | 7,6  | 10,9  |
| Temp. min. mitj. / °C | 2,4  | 2,2  | 3,3  | 4,3  | 6,5  | 8,7  | 10,4 | 10,7 | 9,4  | 7,2  | 5,1  | 3,6  | 6,2   |
| Precipitació mitjanna / in | 5,84 | 3,93 | 3,24 | 3,40 | 2,87 | 3,35 | 3,83 | 4,41 | 5,05 | 6,00 | 5,63 | 5,58 | 53,13 |
| a Duntulm, illa de Skye. Font: Derek Cooper, Skye. Law Book Co of Australasia. ISBN 0-7100-9565-1. pp. 33-5. Averages for rainfall are for 1916-50, temperature 1931-60. |      |      |      |      |      |      |      |      |      |      |      |      |       |

## Història

### Origen del nom
El nom de Skye sortiria del nòrdic antic Skið («ski») que és una alteració d'un mot picte i documentat a les fonts romanes com a Scitis (Cosmografia de Ravenna) i Scetis (al mapa de Ptolemeu). Sgiath en gaèlic significa alat.
L'illa és, tanmateix, anomenada Eilean a' Cheò, que en gaèlic escocès significa «l'illa de les boires». Aquest sobrenom fou creat pel reverend J. A. MacCullough, rector de l'església de Saint Columba de Portree al segle xix, en el seu llibre The Misty Isle of Skye (1819).
Algunes llegendes associen igualment l'illa al personatge mític Scáthach.

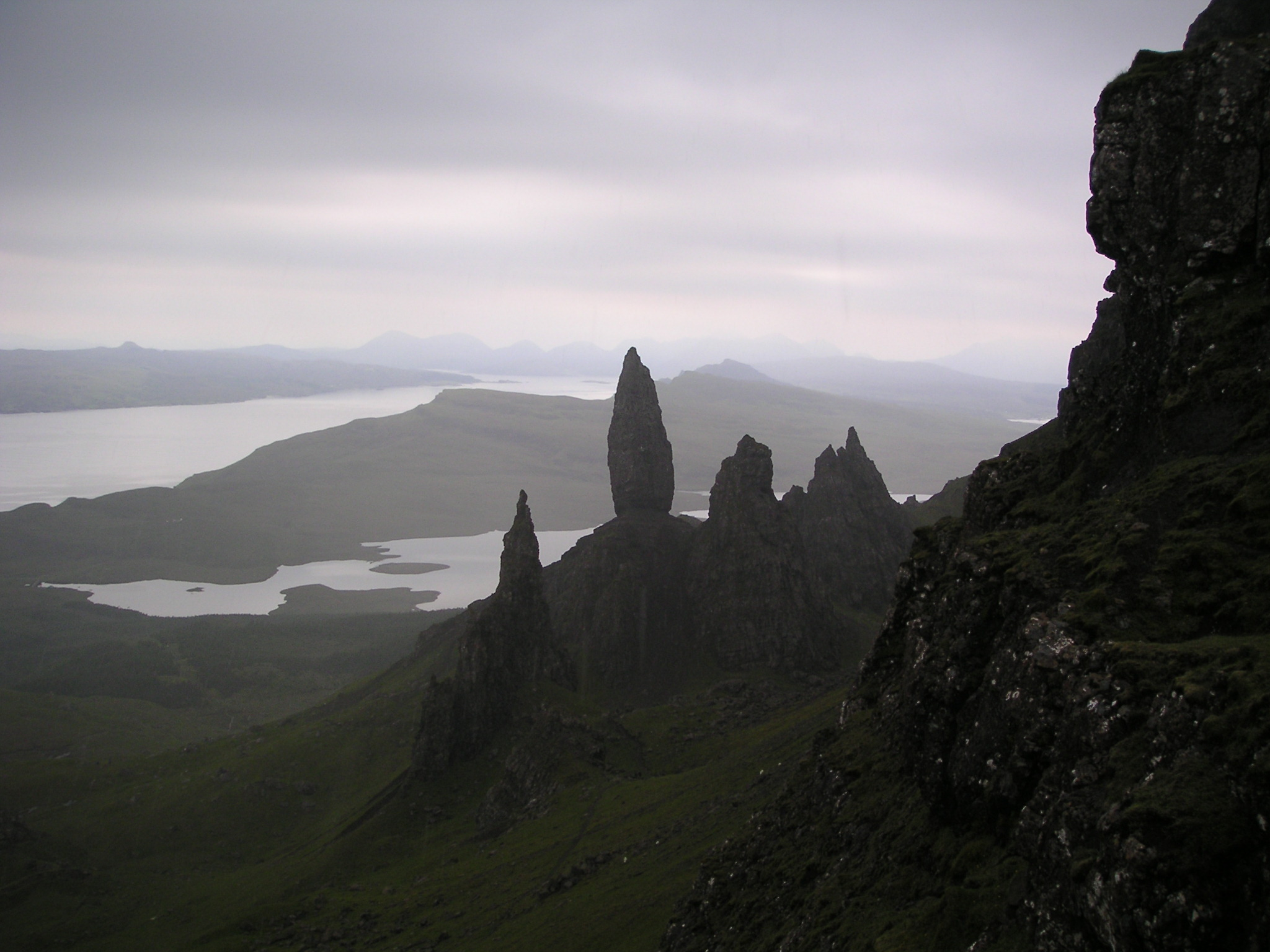
Les punxes impressionants dels Storr

### Prehistòria i période picte
En alguns llocs de Skye es troben traces de caçadors que es remunten al Mesolític. El jaciment d'An Corran els seus habitants semblen haver estat en contacte amb la comunitat de Sand, a l'Applecross, a la costa nord-oest d'Escòcia. Vestigis de la presència dels pobles Pictes — brochs i duns — són encara avui visibles a l'illa.

### Període celta
La primera menció coneguda de l'illa de Skye figura a la Geografia de Ptolemeu, amb el nom de Sketis. L'illa la situa erròniament entre Noruega i el Caithness.
Se saben poques coses dels pobles de les Hèbrides d'abans del segle vi, ja que no posseïen, com a la resta d'escòcia, l'escriptura. Els primers testimonis escrits sobre aquestes illes apareixen amb sant Columbà, al segle vi. Aquest monjo irlandès introduí el primer cristianisme a les illes i fundà moltes esglésies. Sant Columbà visità Skye cap a l'any 585; dos illots de Skye duen encara avui el nom de Eileann Chalium Chille (« illa de Sant Columbà » en gaèlic escocès), un a les bores del Loch Snizort i l'altre a Penifiler, prop de Portree, la capital. La badia de Portree duia antigament el nom de loch de sant Columbà.

### Dominació noruega

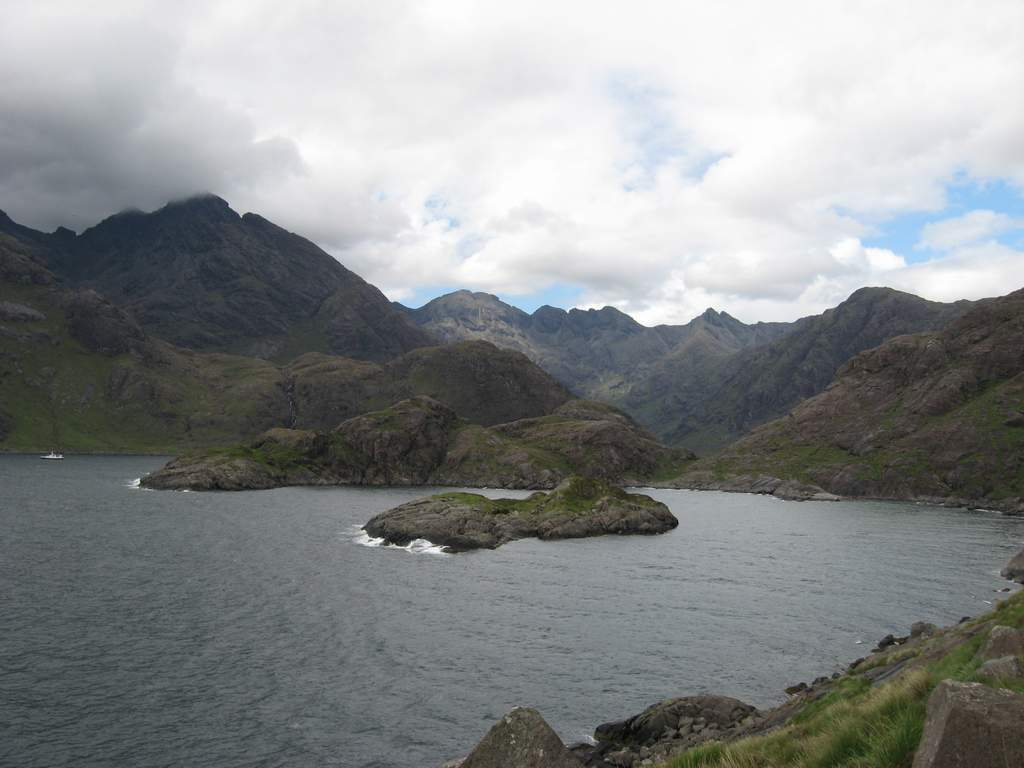
Les Cuillins vistes des del mar

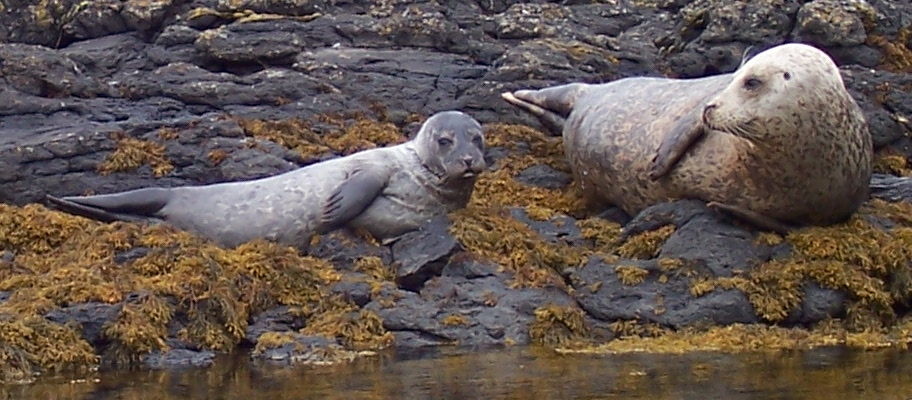
Foques a la península de Waternish.

Des d'abans del segle ix, els noruecs començaren a instal·lar-se a les Hèbrides i a controlar-les. Les illes eren conegudes amb el nom de Suðreyar o illes del sud en nòrdic antic. La dominació noruega de les Hèbrides es formalitzà el 1098 quan Edgar I d'Escòcia reconegué les pretensions de Magnus III de Noruega. Al reconeixement escocès de la sobirania de Magnus III sobre les illes el seguí la conquesta pels noruecs de les illes Òrcades, de les Hèbrides i de l'illa de Man en el transcurs d'una ràpida campanya duta a terme contra diversos caps locals noruecs que controlaven aquestes illes. Magnus III va sotmetre els normands que havien emparat d'aquestes illes segles abans i les unificà sota el seu control reial directe.
Des dels primers raids víkings, una part dels conqueridors s'establiren en el conjunt se les Hèbrides, formant, després de la barreja amb la població nativa, els Gaels, els Gall-Gaell. Així doncs, un cultura sortida de la fusió de les tradicions nòrdiques i gaèliques va sortir a la llum; Skye, de la mateixa manera que les illes de Harris i Lewis i Iona, és mencionada a les sagues.
Skye és en aquest moment part integrant del Regne de les Illes, agrupant Man i les Hèbrides. Somerled s'emparà de les Hèbrides Interiors, intitulant-se rì Innse Gall a partir de 1156. De cultura celto-normanda, va néixer el Regne de les Hèbrides, que agrupava les Hèbrides Interiors, de sobirans d'origen escocès però sota influència vikinga.

### Dominació escocesa
El 1262 tingué lloc un raid escocès sobre Skye, cosa que dugué al rei Håkon IV de Noruega a anar fins a Escòcia a fi de reconduir l'afer. Vers la fi del 1263 Håkon s'embarcà cap a Escòcia amb un exèrcit d'invasió de 200 naus i de 15000 homes. Salvant tempestes prop de les costes escoceses finalment arribaren a terra. Finalement tingué lloc una petita escaramussa a la batalla de Largs, en la qual els noruecs i els seus aliats de l'illa de Man comandats per Magnus III de Man n'obtingueren un lleuger avantatge tàctic sobre els escocesos comandats per Alexander Stewart. Després de la batalla el mal temps obligà la flota noruega i manesa de retirar-se vers les Orcades. A la seva arribada a Kirkwall, Håkon, malalt i cansat, decidí de passar l'hivern al palau del bisbe Heinrkr per reprendre la seva campanya l'estiu següent. Tanmateix els seus plans foren estroncats debut a la seva mort aquell mateix desembre.
La corona passà al seu fill Magnus VI de Noruega que signà la pau amb els escocesos, perdent d'aquesta manera les possessions sobre les illes de l'oest d'Escòcia i del mar d'Irlanda. El Tractat de Perth de 1266 deixà les Hèbrides i l'illa de Man a Escòcia per 5000 marcs i un tribut anual de 100 marcs. Escòcia, per la seva banda, confirmà la sobirania noruega sobre les Shetland i les Òrcades.
A partir de 1438, Skye passa a mans dels Senyors de les Illes, els més grans terratinents i senyors de les Illes Britàniques després dels reis d'Anglaterra i d'Escòcia.

## Cultura
De totes les illes de les Hèbrides Interiors, Skye és la que té més relació amb les Hèbrides Exteriors: la meitat de la població parla gaèlic i molts són protestants i celebren el sàbat cristià.
És precisament a Skye que es troba el Sabhal Mòr Ostaig, un col·legi gaèlic de renom. Aquest col·legi organitza cada any el Fèis an Eilean, un festival dedicat a la música i la cultura gaèlica.

### Escriptors i poetes
Després del seu viatge per les Hèbrides, Samuel Johnson va publicar les seves impressions de viatge amb el títol A Journey to the Western Islands of Scotland (1775). Atret cap a Escòcia per un creixent interès vers la seva cultura pròpia, Johnson va témer d'haver-hi arribat «massa tard » el 1773. A Escòcia hi havien començat una sèrie de canvis radicals. Johnson hi va poder veure encara homes portant el kilt i tocant la cornamusa, però les tradicions guerreres i la civilització dels clans havien estat ja destruïdes per les repressions que seguiren la batalla de Culloden el 1745. Tanmateix, aquesta memòria de viatge constitueix un retrat únic de la societat de l'època, gràcies a l'anàlisi profund de l'economia, la cultura, la religió, la llengua i els costums d'aquesta regió.
Sorley MacLean (1911-1996), un dels poetes escocesos més cèlebres del segle xx, va parlar de Skye i la seva història des d'un punt de vista més compromès que no pas Johnson. Els seus treballs en el camp de la poesia gaèlica, en una època que pocs autors de renom utilitzaven el gaèlic en les seves obres, van donar-li la reputació de pare de la renaixença del gaèlic escocès. Els seus poemes abordaven en llengua gaèlica els crims del segle xx, i van modernitzar aquesta llengua
Skye va ser immortalitzada per la novel·la de Virginia Woolf «To the Lighthouse».

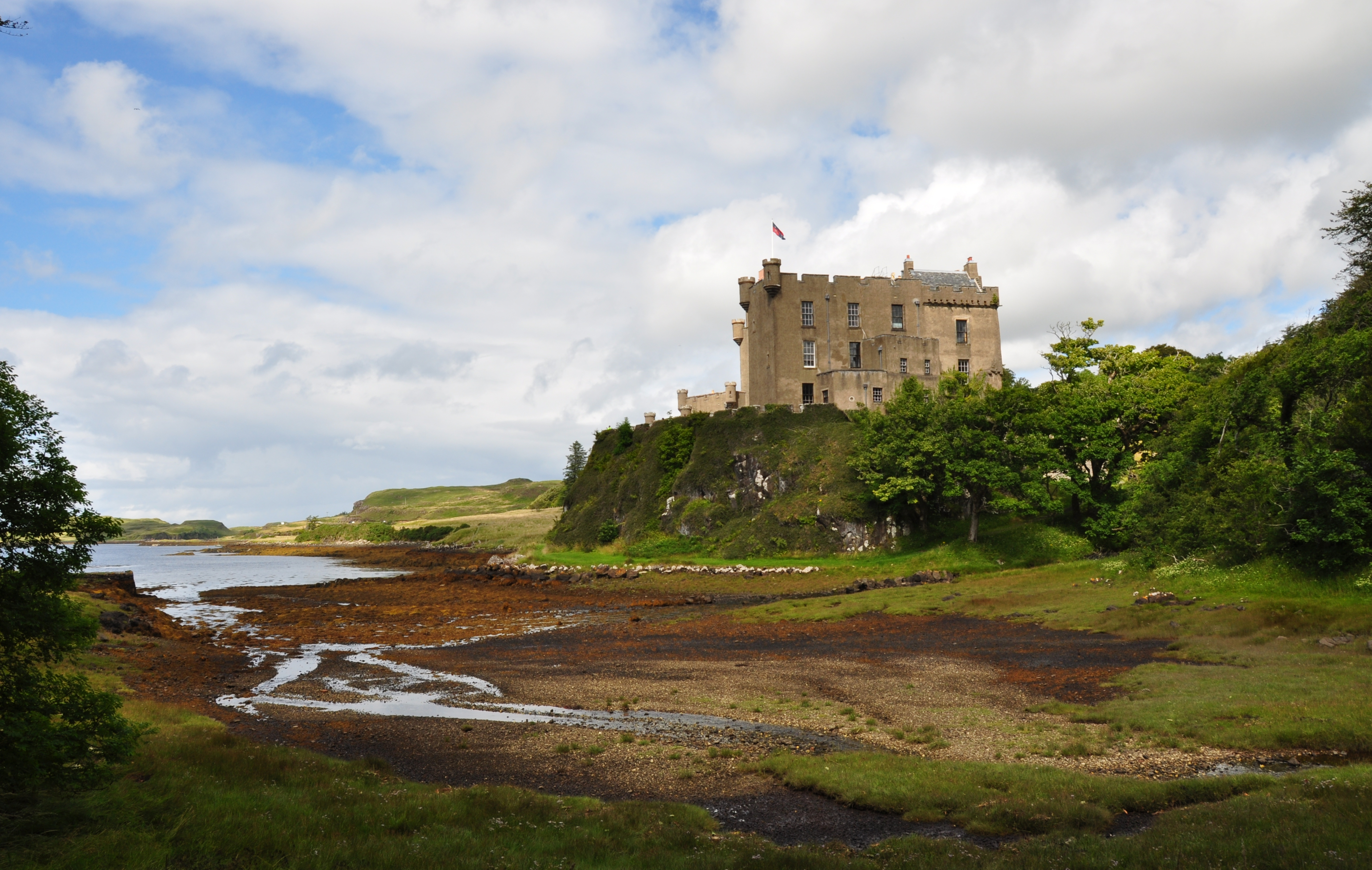
El castell de Dunvegan.

### Música
L'illa de Skye va ser immortalitzada per la cançó « The Skye boat song ». L'illa té una forta tradició de música celta i fins a l'any 2008 s'hi va celebrar l’Isle of Skye Music Festival, que homenatjava la música tradicional. El músic escocès Myles MacInnes, popular conegut com a Mylo, va néixer a Broadford, al part sur de l'illa, i hi torna regularment. El grup de rock Runrig també n'és originari.

### Castells
Skye posseeix també un ric patrimoni constituït de castells i monuments antics:
- El castell de Dunvegan, a Waternish, era feu dels MacLeods des del segle xiii. És obert als visitants, on hi poden trobar certs objectes atribuïts al clan.
- El castell d'Armadale, a la península de Sleat, era la seu del clan Donald. Avui enrunat, es troba deshabitat; tanmateix els seus jardins acullen el Clan Donald Center, un important museu dedicat a la cultura de les Hèbrides i la història escocesa.
- El castell en ruïnes de Duntulm, a Kilmuir, situat a la península de Trotternish; va pertànyer al clan Donald.

### Whisky
A la costa oest, la destil·leria Talisker, fundada el 1830, produeix un single malt whisky i els MacLeods produeixen la famosa beguda anomenada «Isle of Skye».